# Nora Coss
Nora Coss (Sabinas, Coahuila, 6 de junio de 1982) es una dramaturga, directora escénica, guionista y narradora mexicana. Ganadora 2018 del Premio Bellas Artes Juan Rulfo que otorga la Secretaría de Cultura de México para Primera Novela.
Cuenta con un repertorio de aproximadamente una decena de piezas teatrales escritas y montadas en la Ciudad de México y Monterrey. Ha publicado en diversas editoriales especializadas en teatro y algunas de sus obras han sido incluidas en la antología Dramaturgia Mexicana Contemporánea (2016). Es fundadora de la compañía de dramática Tartaruga Teatro. 

## Biografía
Nacida y criada en un ambiente más cercano a los negocios que a las artes, y sin, librerías ni bibliotecas en su entorno, Coss inició su vida literaria a muy corta edad en su natal Sabinas, Coahuila. A los 11 años empezó a escribir diversos textos como ficciones autobiográficas. Su primer aforismo lo creó a partir de los sentimientos surgidos de la separación de sus padres cuando tenía 11 o 12 años.
Su primer contacto con el teatro fue durante su educación secundaria, pero fue hasta la universidad, en el taller de teatro, donde descubrió su "vocación por actuar, dirigir, y finalmente, escribir para el teatro”.
Estudió la Licenciatura en Mercadotecnia por el campus central del Instituto Tecnológico de Estudios Superiores de Monterrey (ITESM), así como el diplomado de Formación Literaria de la Escuela Mexicana de Escritores de la Sogem. Hizo diversos cursos especializados en guion cinematográfico y dramaturgia en instituciones como el Centro de Capacitación Cinematográfica (CCC), la Universidad Autónoma de México (UAM), La Casa del Cine, Talleres de Coyoacán, el Teatro La Capilla, entre otras.
Ha sido becaria por distintas instituciones culturales mexicanas y con su obra El Club de los diagnosticados se le reconoció como una de las jóvenes dramaturgas más exitosas de este país.
En referencia a su formación como mercadóloga estos conocimientos le permiten establecer un paralelismo entre el "entender al consumidor" y el entender la psicología de los personajes. Dicha profesión le ha permitido también, subsistir y financiar sus proyectos artísticos.
Entre los festivales nacionales e internacionales a los que ha sido invitada están:
- Segundo Encuentro Nacional de Escritores Jóvenes Monterrey, Nuevo León (2010)
- XX Semana Nacional de Joven Dramaturgia Querétaro, Querétaro (2012)
- X Semana de la Dramaturgia Nuevo León, organizada por el Consejo Nacional para la Cultura y las Artes de Nuevo León (2014)
- XV Festival Iberoamericano de Teatro en Bogotá, Colombia (2016)
- IX Encuentro Literatura en el Bravo, Ciudad Juárez, Chihuahua (2017)[4]

Ante el cuestionamiento sobre las diferencias entre escribir teatro y escribir narrativa, Coss ha declarado:
“en el teatro siempre planteo sistemas o juegos escénicos, cuerpos en movimiento, no hago textos propiamente narrativos o de dialogación, mientras que en la narrativa hago precisamente eso, con su propia estructura y libertad; me ayuda mucho tener esos dos cerebros aplicados, uno a la dramaturgia y otro a la narrativa”.

## Obras

### Teatro
- El Club de los diagnosticados (2017)[8]
- Forever young, never alone (2018)[9]
- Aperturas[10]
- De jueves a martes[11]
- Sol de invierno
- Desarrollo teórico matemático de un desamor (Versión Minerva y versión Mariano)[12][13]
- Ali, el falso documental de una falsa lesbiana
- Seudónimos y Seudo-muertos[14]
- Nacieron muertos
- La sujeta del crédito[15]

### Narrativa

#### Nubecita
Novela que "narra con una mezcla de inocencia y cinismo las peripecias de una familia como tantas en el norte del país. Los celos entre hermanas por el amor del padre, y el amor del padre mismo, tocan aquí extremos peligrosos. La voz de la protagonista, una adolescente sin pelos en la lengua, retrata sin piedad una sociedad envuelta en la doble moral y que merece, una fin de cuentas, ser destruida".
Nubecita, cuya versión final le llevó 5 años (2012-2016), es la obra con la que Coss inició su carrera como narradora y le hizo ganar, bajo el seudónimo de "Emma-Miel", el premio Bellas Artes Juan Rulfo en 2018, en la categoría de Primera Novela.
La inspiración para este trabajo fue que "los jóvenes hoy en día se encuentran sumergidos en familias tóxicas que tienen como base la competencia, las normas rigurosas y la presión del éxito reflejado en las cuentas bancarias."
La prensa cultural ha considerado a Nubecita como "un retrato de la familia actual, de la impostura por conseguir aceptación, tanto personal como social, y un relato sobre la incomunicación y la peligrosa deriva que ha tomado la juventud en el mundo capitalista y consumista en tiempos de la posverdad."

## Distinciones y premios
- Becaria de Consejo Nacional para la Cultura y las Artes de Nuevo León (CONARTE) en 2005
- Becaria del Fondo Nacional para la Cultura y las Artes (FONCA) en la categoría de Puestas en escena, en el periodo de 2005-2014[4]
- Becaria del Fondo Nacional para la Cultura y las Artes (FONCA) en la categoría de Puestas en escena, en el periodo de 2009-2014[4]
- Becaria del Programa de Estímulo a la Creación y al Desarrollo Artístico de Coahuila (PECDA) en la categoría de Jóvenes Creadores en el área de Dramaturgia, en 2012-2013
- Becaria del Programa de Estímulo a la Creación y al Desarrollo Artístico de Coahuila (PECDA) en la categoría de Creadores con Trayectoria en 2016-2017
- Becaria del Fondo Nacional para la Cultura y las Artes (FONCA) en la categoría de Jóvenes Creadores en el área de Dramaturgia, en 2013-2014.
- Ganadora del Tercer Certamen de Cuento Zócalo en Coahuila, 2015[4]
- Premio Bellas Artes Juan Rulfo para la Primera novela, con la obra Nubecita (2018).